# Marseille-Cassis

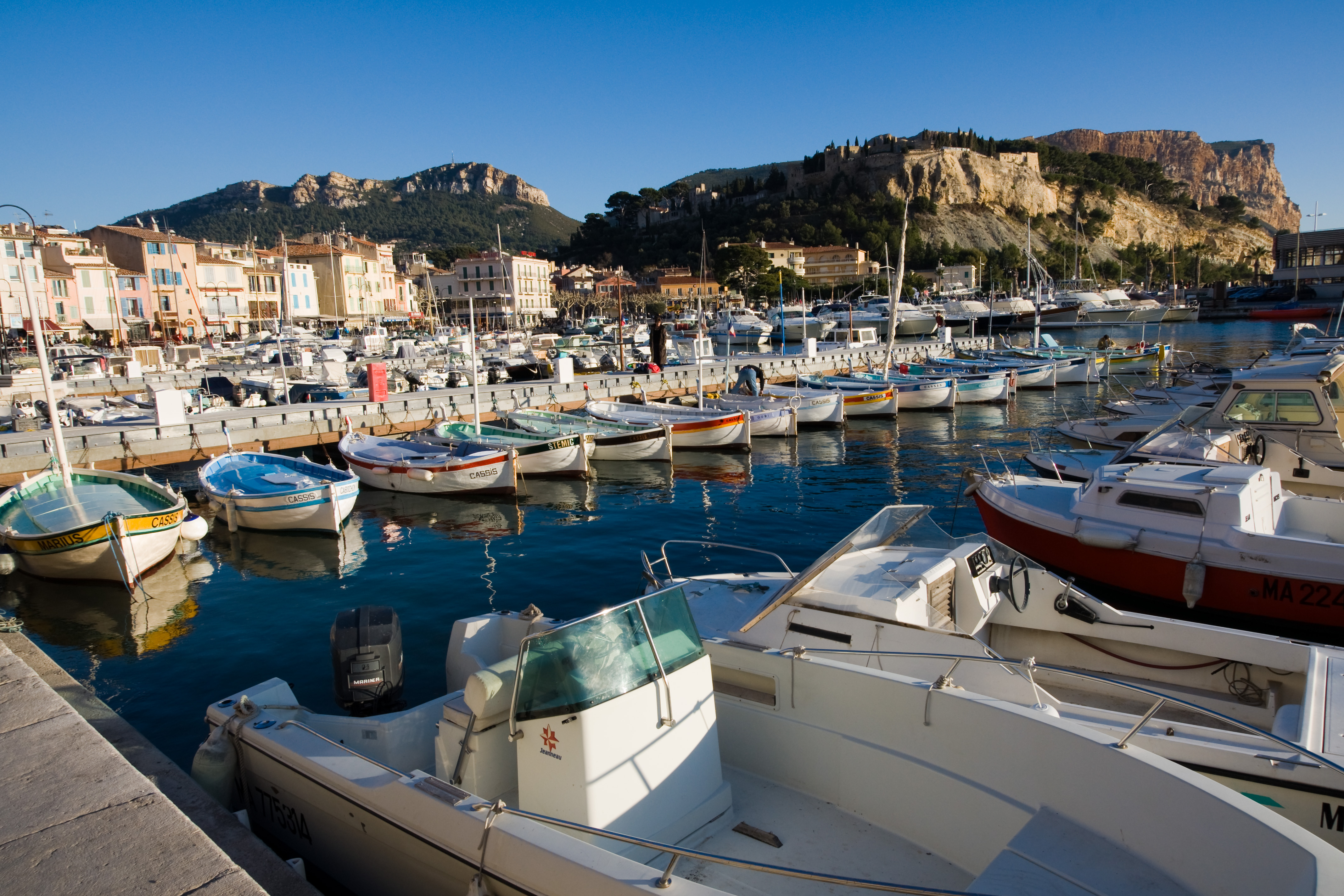
Het eindpunt van de wedstrijd in de haven van Cassis

Marseille-Cassis is een hardloopwedstrijd over de weg over een afstand van 20 kilometer, die ieder jaar gehouden wordt tussen de steden Marseille en Cassis in het zuiden van Frankrijk. De wedstrijd draagt het zilveren label van World Athletics en behoort daarmee tot de belangrijkste hardloopwedstrijden wereldwijd met een afstand van ongeveer een halve marathon (21,1 km).

## Historie
De eerste editie vond plaats in 1979 en had ongeveer 700 deelnemers. De organisatie was in handen van de sportvereniging SCO Sainte-Marguerite.
De naam van de wedstrijd was Internationale Klassieker Marseille-Cassis en de afstand was 20,308 km. Vanaf 1990 wordt er de dag voor de wedstrijd een wandeling georganiseerd die voert langs de kust en de calanques.
Tot 1992 waren de winnaars afkomstig uit Europa. Vanaf 1993 echter kwamen ze voornamelijk uit Afrika en bij de mannen gingen zelfs alle overwinningen naar Afrikanen (voornamelijk Kenianen).
Vanaf 2012 werd de naam van het evenement veranderd in Marseille-Cassis en de afstand werd gewijzigd naar exact 20 km. De wedstrijd is nu zo populair, dat er een maximum van 12.000 deelnemers is gesteld. 
John Kyui won de editie in 2006 en is met zeven deelnames in de periode 2003 t/m 2010 de atleet met de meeste deelnames. De hoogst geklasseerde atleet uit de Benelux is Selma Borst, met een achtste plaats in 2007.

## Parcours
Marseille-Cassis heeft een relatief zwaar parcours, omdat de bergpas Col de la Gineste bedwongen dient te worden. Deze ongeveer vijf kilometer lange beklimming heeft maar liefst 327 hoogtemeters. Het laatste deel daalt af naar het toeristische havenplaatsje Cassis, gelegen aan de Zuid Franse Côte d'Azur. De afdaling wordt vaak even zwaar als de stijging genoemd. 
De startlocatie is aan de Boulevard Michelet, voor het voetbalstadion Stade Vélodrome in Marseille. De finish is in de haven van Cassis.

## Parcoursrecords
20,3 km
- Mannen: 58.11 - Atsedu Tsegay  Ethiopië (2011)
- Vrouwen: 1:08.17 - Lydia Cheromei  Kenia (2011)

20 km
- Mannen: 58.16 - Edwin Kipyego  Kenia (2012)
- Vrouwen: 1:05.58 - Édith Chelimo  Kenia (2017)

## Winnaars
| Editie | Jaar | Winnaar               | Land | Tijd    | Winnares              | Land | Tijd     |
| ------ | ---- | --------------------- | ---- | ------- | --------------------- | ---- | -------- |
| 1      | 1979 | Alain Angelvy         | FRA  | 1:15.54 | Fabienne Rai          | FRA  | 1:34.45  |
| 2      | 1980 | Jean-Michel Dirringer | FRA  | 1:07.42 | Fabienne Rai          | FRA  | 1:27.02  |
| 3      | 1981 | Jean-Pierre Louvet    | FRA  | 1:07.56 | Fabienne Rai          | FRA  | 1:22.30  |
| 4      | 1982 | Jean-Pierre Louvet    | FRA  | 1:07.56 | Fabienne Rai          | FRA  | 1:31.00  |
| 5      | 1983 | Christophe Jalaguier  | FRA  | 1:07.56 | Patricia Deneuville   | FRA  | 1:22.00  |
| 6      | 1984 | Jean-Pierre Louvet    | FRA  | 1:07.37 | Roseline Vastine      | FRA  | 1:20.30  |
| 7      | 1985 | Tony Martins          | FRA  | 1:08.17 | Frederique Voragen    | FRA  | 1:27.00  |
| 8      | 1986 | Tony Martins          | FRA  | 1:05.45 | Fabienne Rai          | FRA  | 1:23.00  |
| 9      | 1987 | Nigel Adams           | WAL  | 1:04.20 | Hassania Darami       | MAR  | 1:16.34  |
| 10     | 1988 | Michael Heilmann      | FRG  | 1:01.52 | Hassania Darami       | MAR  | 1:16.49  |
| 11     | 1989 | Michael Heilmann      | FRG  | 1:03.21 | Ceri Pritchard        | WAL  | 1:13.39  |
| 12     | 1990 | Tony Martins          | FRA  | 1:01.29 | Ceri Pritchard        | WAL  | 1:12.57  |
| 13     | 1991 | Joseph Vibostok       | TCH  | 1:03.20 | Heléna Barócsi        | HUN  | 1:11.23  |
| 14     | 1992 | Bruno Leger           | FRA  | 1:02.12 | Olga Parluc           | GOS  | 1:13.19  |
| 15     | 1993 | Sammy Bitok           | KEN  | 1:02.55 | Alena Peterková       | CZE  | 1:12.17  |
| 16     | 1994 | Bernard Mvuyekure     | BDI  | 1:01.13 | Iulia Negura          | ROU  | 1:10.32  |
| 17     | 1995 | Laban Chege           | KEN  | 1:02.00 | Marina Belyayeva      | RUS  | 1:12.54  |
| 18     | 1996 | Laban Chege           | KEN  | 1:00.54 | Irina Kasakova        | FRA  | 1:11.00  |
| 19     | 1997 | John Gwako            | KEN  | 1:00.27 | Alla Zhilyaeva        | RUS  | 1:10.34  |
| 20     | 1998 | Hendrick Ramaala      | RSA  | 1:00.36 | Ruth Kutol            | KEN  | 1:10.33  |
| 21     | 1999 | Phaustin Baha Sulle   | TAN  | 1:00.24 | Berhane Adere         | ETH  | 1:09.45  |
| 22     | 2000 | David Makori          | KEN  | 1:00.49 | Susan Chepkemei       | KEN  | 1:08.30  |
| 23     | 2001 | David Makori          | KEN  | 1:01.11 | Magdaline Chemjor     | KEN  | 1:09.52  |
| 24     | 2002 | James Kwambai         | KEN  | 59.01   | Banuelia Mrashani     | TAN  | 1:08.38  |
| 25     | 2003 | Paul Biwott           | KEN  | 1:00.01 | Teyba Erkesso         | ETH  | 1:10.07  |
| 26     | 2004 | Lawrence Kiprotich    | KEN  | 1:02.13 | Marina Ivanova        | RUS  | 1:12.08  |
| 27     | 2005 | William Chebor        | KEN  | 1:00.37 | Fatiha Fauvel-Klilech | FRA  | 1:12.50  |
| 28     | 2006 | John Kyalo            | KEN  | 1:00.36 | Martha Komu           | KEN  | 1:12.34  |
| 29     | 2007 | Wilson Chebet         | KEN  | 59.24   | Anne Bererwe          | KEN  | 1:09.58  |
| 30     | 2008 | Wilson Chebet         | KEN  | 1:00.00 | Iness Chenonge        | KEN  | 1:09.39  |
| 31     | 2009 | Dieudonné Disi        | RWA  | 1:00.21 | Meseret Mengistu      | ETH  | 1:10.35  |
| 32     | 2010 | Philemon Limo         | KEN  | 1:01.35 | Diane Chepkemoi       | KEN  | 1:10.36  |
| 33     | 2011 | Atsedu Tsegay         | ETH  | 58.11   | Lydia Cheromei        | KEN  | 1:08.23  |
| 34     | 2012 | Edwin Kipyego         | KEN  | 58.16   | Mercy Kibarus         | KEN  | 1:07.58  |
| 35     | 2013 | Mule Wasihun          | ETH  | 1:00.09 | Josephine Chepkoech   | KEN  | 1:10.03  |
| 36     | 2014 | Titus Mbishei         | KEN  | 59.12   | Peres Chepchirchir    | KEN  | 1:10.04  |
| 37     | 2015 | Edwin Kipyego         | KEN  | 57.18*  | Peres Chepchirchir    | KEN  | 1:06.01* |
| 38     | 2016 | Henry Kiplagat        | KEN  | 59.28   | Joyciline Jepkosgei   | KEN  | 1:07.02  |
| 39     | 2017 | Jemal Mekonnen        | ETH  | 59.16   | Edith Chelimo         | KEN  | 1:05.58  |
| 40     | 2018 | Olika Adugna          | ETH  | 1:00.29 | Gete Alemayehu        | ETH  | 1:08.46  |
| 41     | 2019 | Olika Adugna          | ETH  | 1:01.10 | Brillian Kipkoech     | KEN  | 1:07.54  |
|        | 2020 | wedstrijd geannuleerd |      |         |                       |      |          |
| 42     | 2021 | Félix Bour            | FRA  | 1:01.55 | Mekdes Woldu          | FRA  | 1:13.24  |

(*)Tijd niet geldig als parcoursrecord omdat de race vanwege wegwerkzaamheden ingekort was tot circa 19,6 km 